# Veselinovo
Veselinovo (bulgariska: Веселиново) är ett distrikt i Bulgarien.   Det ligger i kommunen Obsjtina Smjadovo och regionen Sjumen, i den östra delen av landet, 300 km öster om huvudstaden Sofia.
Omgivningarna runt Veselinovo är en mosaik av jordbruksmark och naturlig växtlighet. Runt Veselinovo är det ganska glesbefolkat, med 25 invånare per kvadratkilometer.